# Combat sans code d'honneur 5 : La Partie finale
Série
Combat sans code d'honneur 4 : Opération au sommet
(1974) Nouveau combat sans code d'honneur
(1974)
Pour plus de détails, voir Fiche technique et Distribution.
Combat sans code d'honneur 5 : La Partie finale (仁義なき戦い 完結篇, Jingi naki tatakai: Kanketsuhen) est un film japonais réalisé par Kinji Fukasaku, sorti en 1974,.

## Synopsis
Le conflit d'Hiroshima entre le clan Hirono / clan Uchimoto et le clan Yamamori s'est terminé par l'arrestation de la classe dirigeante par la police. Le clan Uchimoto a été dissous et Shōzō Hirono, le chef du clan Hirono, a été emprisonné dans la prison d'Abashiri.

## Fiche technique
- Titre français : Combat sans code d'honneur 5 : La Partie finale[3]
- Titre original : 仁義なき戦い 完結篇 (Jingi naki tataka: Kanketsuhen?)
- Réalisation : Kinji Fukasaku
- Scénario : Kōji Takada (ja), d'après un roman autobiographique de Kōichi Iiboshi (ja)
- Photographie : Sadaji Yoshida
- Montage : Shintarō Miyamoto
- Décors : Takatoshi Suzuki
- Musique : Toshiaki Tsushima (ja)
- Pays d'origine :  Japon
- Langue originale : japonais
- Société de production : Tōei
- Société de distribution : Tōei
- Format : couleur - 2,35:1 - 35 mm - son mono
- Genre : yakuza eiga et drame
- Durée : 97 minutes
- Dates de sortie : 
  - Japon : 29 juin 1974

## Distribution
- Bunta Sugawara : Shōzō Hirono
- Akira Kobayashi : Akira Takeda
- Hiroki Matsukata : Terukichi Ichioka
- Joe Shishido :  Katsutoshi Ōtomo
- Gorō Ibuki : Atsushi Ujiie
- Kin'ya Kitaōji : Tamotsu Matsumura
- Kenichi Sakuragi (ja) : Akio Saeki
- Nobuo Yana (ja) : Ryosuke Kaga
- Naoya Makoto (ja) : Shigehisa Kanazawa
- Kunie Tanaka : Masakichi Makihara
- Junkichi Orimoto (ja) : Hideo Hayakawa
- Yukie Kaga (ja) : Eri
- Goichi Yamada (ja) : Toyoaki Mano
- Yumiko Nogawa : Kaoru
- Shingo Yamashiro (ja) : Shoichi Eda
- Nobuo Kaneko : Yoshio Yamamori